# Wirtschaftskreislauf

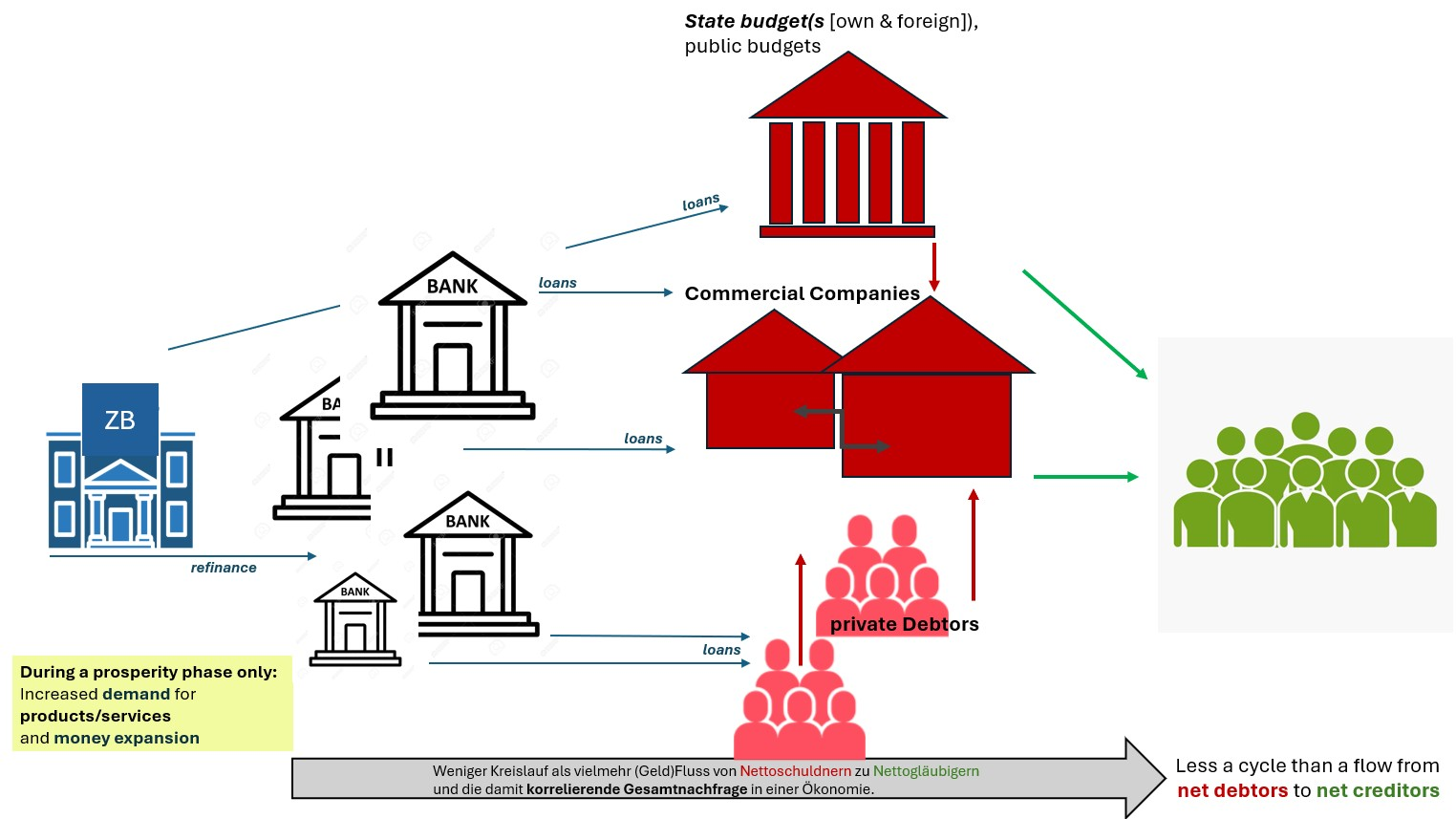
In herkömmlichen Kreislauftheorien der Volkswirtschaftslehre (VWL) finden sich weder die Geldschöpfungsmöglichkeiten der Geschäftsbanken, noch die der Zentralbank berücksichtigt.

Der Wirtschaftskreislauf (englisch Circular flow of income) bezieht sich in der Volkswirtschaftslehre in Form eines Modells auf den Umlaufprozess von Gütern oder Dienstleistungen (Güterkreislauf) und korrespondierenden Zahlungsmitteln (Geldkreislauf) im Wirtschaftsprozess.

## Allgemeines
Realwirtschaft (Güterkreislauf) und die korrespondierende Finanzwirtschaft (Geldkreislauf) stellen in einer Volkswirtschaft keine zwei voneinander getrennte Sektoren dar, sondern sind in vielfacher Weise durch komplementäre Interdependenzen miteinander verknüpft. Wichtigste Transaktion ist in der Wirtschaft der Kauf, bei dem die erworbenen Güter oder Dienstleistungen durch Geld bezahlt werden. Auf diese Weise berühren alle Transaktionsarten den Güterkreislauf und Geldkreislauf oder einen von beiden. Aus der Perspektive der ökonomischen Transaktion ist der Wirtschaftskreislauf die Gesamtheit aller ökonomischen Transaktionen, bei denen Wirtschaftsobjekte mit oder ohne Gegenleistung von einem Wirtschaftssubjekt auf ein anderes übergehen.
Das Kreislaufmodell enthält Strömungsgrößen, die zwischen den Wirtschaftssubjekten zirkulieren. Dazu gehören die Güterströme und die hiermit – aber nicht immer – korrespondierenden Zahlungsströme. Sie verbinden die aus den Wirtschaftssubjekten bestehenden Pole.
Beim Wirtschaftskreislauf kommt es im Hinblick auf den Sektor „Ausland“ nicht auf die Staatsangehörigkeit von Wirtschaftssubjekten an, sondern auf den Schwerpunkt ihrer wirtschaftlichen Aktivitäten. Ein in Deutschland ansässiger ausländischer Arbeitnehmer gilt danach als Inländer, analog auch ein in Deutschland ansässiges Unternehmen, selbst wenn es eine Tochtergesellschaft einer ausländischen Muttergesellschaft ist. Die Transaktionen beider werden deshalb im inländischen Wirtschaftskreislauf berücksichtigt.

## Geschichte
Richard Cantillon stellte bereits in seinem um 1730 verfassten und 1755 publizierten Buch kreislauftheoretische Überlegungen in Bezug auf die Verteilung des in einer Periode anfallenden Bodenertrags an. Er befasste sich als erster mit der Umlaufgeschwindigkeit des Geldes, denn je kürzer die Zeiträume, für welche die Landpacht gezahlt wird, umso rascher zirkuliert das Geld im Kreislauf. Im selben Jahr 1755 präsentierte Johann Heinrich Gottlob von Justi sein Modell des Kreislaufs der Staatseinnahmen und Staatsausgaben analog zur Blutzirkulation. Er begriff die Produktion, Zirkulation, Distribution und Konsumtion von Gütern als einen geschlossenen Mechanismus und entwickelte erste Kreislaufmodelle sowie hieraus die Grundzüge des Akzelerator- und Multiplikatorprinzips.
Der Arzt und Ökonom François Quesnay übertrug 1758 die Vorgänge beim Blutkreislauf auf den Wirtschaftskreislauf. Er teilte die Gesellschaft in drei Klassen ein, die Pächter und Landwirte („produktive Klasse“; französisch classe productive), Handwerker, Gewerbe, Adel und Kirche („Klasse, die keine Werte schafft“; französisch classe stérile) und die Grundeigentümer und Großgrundbesitzer (französisch classe propriétaire). In seinem erstmals 1758 publizierten Tableau économique stellte Quesnay den Wirtschaftskreislauf in einem Zick-zack-Schema (französisch zigzag) dar. Dieses Schema zeigte die Transaktionen zwischen den drei von ihm unterschiedenen Klassen, so dass im Ergebnis ein geschlossener Kreislauf entstand, der sich Jahr für Jahr wiederholt und damit einen stationären Zustand beschrieb. 1766 gestaltete er die Ursprungsfassung mit dem Zick-zack-Schema in eine dem Flussdiagramm nahekommende Darstellung um.
Karl Marx befasste sich 1867 mit dem Kreislauf des Kapitals, um die Frage nach der Reproduktion des Kapitals zu klären. Hierbei verdichtete er den Kapitalkreislauf zu der Formel
{\displaystyle M-X-\mathrm {M^{'}} }.
Sie sagt aus, dass ein Geldvorschuss (Kredit) {\displaystyle M} eine Ware {\displaystyle X} durch Handel oder Produktion hervorbringt, woraus ein Geldrückfluss ({\displaystyle \mathrm {M^{'}} }) resultiert und dabei vorausgesetzt wird, dass {\displaystyle \mathrm {M^{'}} >M} ist.
John Rogers Commons unterschied 1931 eine physische Tauschebene und eine Transaktionsebene. Eine Weiterentwicklung erfuhr die Kreislaufanalyse durch die Arbeiten von John Maynard Keynes. Den Anstoß für seine Überlegungen bildete die Massenarbeitslosigkeit während der Weltwirtschaftskrise ab 1929. Keynes führte neben dem bisherigen Güterkreislauf der Klassiker im Jahre 1932 auch den Geldkreislauf ein, denn für die Klassiker wie Quesnay spielte Geld keine eigenständige Rolle bei der gesamtwirtschaftlichen Produktionswirtschaft (Geldschleier). Die Grundlage für den Geldkreislauf bildet Keynes zufolge die Geldnachfrage. Sein Kreislaufschema geht von der Ersparnis aus, die den Güterkreislauf durch Investitionsausgaben und Konsumausgaben in Gang setzt. Zinssatz und Volkseinkommen bilden die Schnittstelle zum Geldkreislauf, der aus einer spekulativen und einer transaktiven Geldnachfrage besteht, die letztlich zum Geldangebot aggregiert werden. Veränderungen im Geldkreislauf haben Keynes zufolge Einfluss auf den Güterkreislauf.
Auf dieser Basis schuf Richard Stone ab 1945 für die UN und die OECD die Grundlage der heute international verwendeten Systeme.

## Arten
Unterschieden wird zwischen dem einfachen, erweiterten, vollständigen und dem Wirtschaftskreislauf einer offenen Volkswirtschaft.

### Einfacher Wirtschaftskreislauf

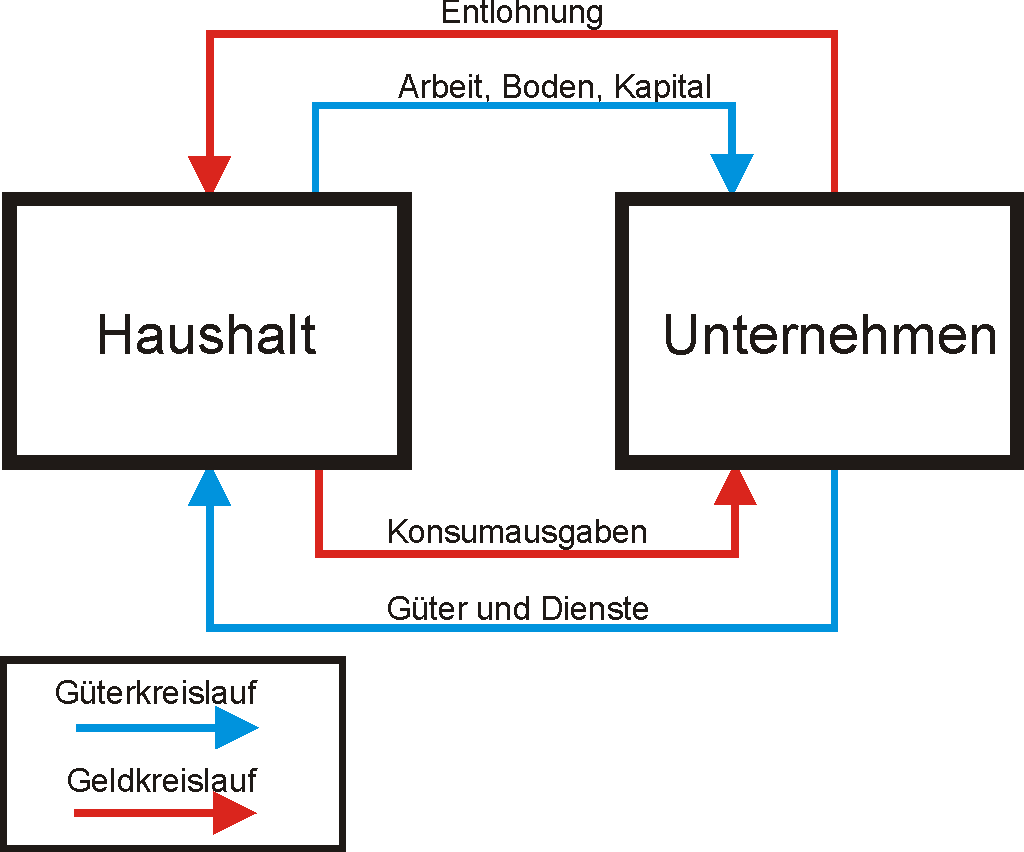
Der einfache Wirtschaftskreislauf zwischen Haushalt und Unternehmen

Dieses Modell beschränkt sich auf die Beziehungen zwischen den Sektoren Konsumenten und Produzenten. Der Wirtschaftskreislauf stellt die wesentlichen Geldströme und Güterströme zwischen beiden dar. Einflüsse von Staat, Kreditinstituten, Kapitalsammelstellen sowie des Auslands werden dabei nicht betrachtet.
Der Geldstrom besteht aus dem Einkommen und Konsumausgaben der Haushalte sowie den Einnahmen und Ausgaben der Unternehmer. Im Güterstrom fließen Wirtschaftsgüter (Waren und Dienstleistungen) von den Unternehmen zu den Konsumenten und die Produktionsfaktoren (Arbeit, Boden, Kapital) von den privaten Haushalten zu den Unternehmen.
Bei dieser Betrachtungsweise stellen die Haushalte den Unternehmen die Produktionsfaktoren, insbesondere den Faktor Arbeit, zur Verfügung und produzieren keine Güter. Dafür erhalten die Haushalte von den Unternehmen Einkommen (Lohn, Zins, Grundrente). Da es sich hierbei um Entgelte für die Produktionsfaktoren (Lohn, Zinsen, Miete, Pacht) handelt, bezeichnet man sie als Faktoreinkommen.
Die Einkommen fließen für Käufe von Konsumgütern von den Haushalten teilweise an die Unternehmen zurück. Die Unternehmen liefern ihrerseits Konsumgüter an die Haushalte. Zwischen Haushalten und Unternehmen fließen also zwei Güterströme (Produktionsfaktoren, Konsumgüter) und jeweils gegenläufig zwei Geldströme (Einkommen, Ausgaben für Konsumgüter). Somit ist der Kreislauf geschlossen, statisch (nicht wachsend).

### Erweiterter Wirtschaftskreislauf (einschließlich Kreditvergabe)
Der erweiterte Wirtschaftskreislauf schließt die Möglichkeit ein, dass Haushalte nicht ihr gesamtes Einkommen konsumieren, sondern auch einen Teil davon sparen. Darunter ist jede Form von Vermögensbildung bzw. Vermögensverwaltung zu verstehen, z. B. auch Rücklagen in den Unternehmensbilanzen. Aus der Ersparnis fließen (scheinbar automatisch) ebenfalls Einkommen, nämlich Zinserträge. Zinserträge bedeuten einen Einnahmeüberschuss, der jedoch von einer Komplementärgruppe mittels Ausgabenüberschuss finanziert werden muss.

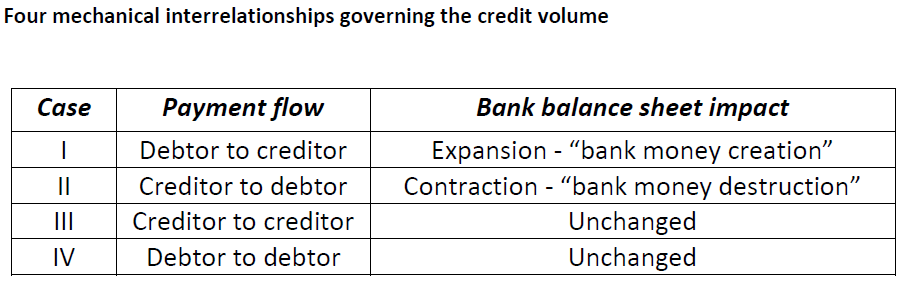
Zu Schöpfung, Vernichtung von Giralgeld (sowie zu keiner Veränderung der Giralgeldmenge im Fall von Wirtschaftskrisen, allgemein bei Zahlungen von Debitoren an Debitoren).

In klassischen Lehren (orthodoxe Kredittheorie) wird häufig dargestellt, dass von Kreditinstituten verwaltete Sparguthaben an Wirtschaftssubjekte in Form von Krediten verliehen würden (Theorie des klassischen Kapitalmarkts). Das ist tatsächlich so aber nicht der Fall. Kreditvergabe benötigt in der Bankbilanz zunächst keine Gegenposition in Form von Spareinlagen. Buchgeld wird per Kreditvergabe geschaffen (Giralgeldschöpfung) und per Tilgung vernichtet (die Bilanz verkürzt) – aus der Mechanik der Kreditgewährung werden dem privaten (wie auch teilweise dem öffentlichen) Sektor Kreditgeld für Investitionen und/oder Konsumausgaben vorübergehend (gegen Geldverbindlichkeiten) zur Verfügung gestellt.

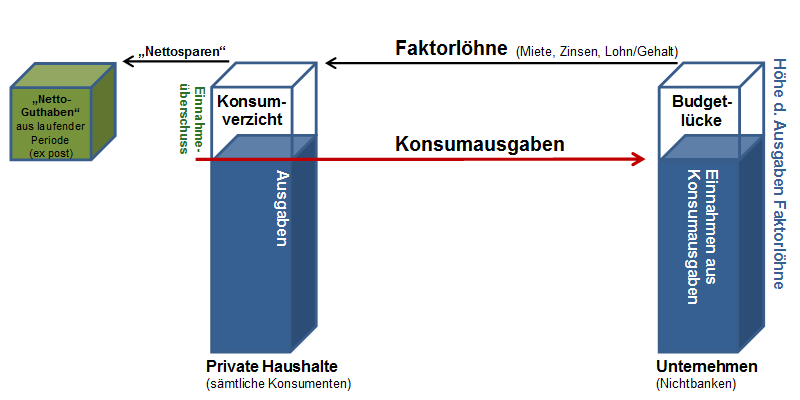
„Netto-Geldsparen“ aus Ausgabenverzicht und Finanzierungslücke

In einer Volkswirtschaft muss (nicht nachfragendes) Geldsparen mittels Ausgabeüberschüssen, also mittels gesamtsektoraler Nettokreditaufnahme kompensiert werden: Werden z. B. nicht ausreichend neue Kredite nachgefragt (oder sogar mehr Kreditvolumen getilgt als neu vergeben), stehen der Konjunktur eben nicht weiter ausreichend Geldmittel (sinkende Nachfrage) zur Verfügung (bei sonst gleichen Bedingungen), da das Geld für Kredittilgung (exkl. Verzinsung) nicht wieder zurück in den Kreislauf fließt.
Können also geplante Investitionen mangels Bankkrediten nicht finanziert werden, sinkt die Wirtschaftstätigkeit, die Unternehmen reduzieren ihre Ausgaben und verringern damit auch die Höhe der Einnahmen innerhalb der Ökonomie.
Sofern keine Verringerung der Abweichung vom gesamtwirtschaftlichen Ausgabengleichschritt stattfindet (und kumulierte Einnahmeüberschüsse, also Geldsparvermögen innerhalb der jeweiligen Ökonomie auch nicht reduziert werden), ist es notwendig, um den störungsfreien Wachstumsprozess der Volkswirtschaften zu gewährleisten, kreditfinanzierte Investitionen sogar mittels Erweiterung des Zahlungsmittelumlaufs zu forcieren.
Werden die Geldströme zwischen den privaten Nichtunternehmern und den privaten Unternehmen in einer geschlossenen Volkswirtschaft gesamtwirtschaftlich betrachtet, ist jedenfalls eine Budgetlücke der Unternehmen in der Höhe der Einnahmeüberschüsse der privaten Nichtunternehmer und damit Finanzierungsbedarf zu erkennen – somit würde (sofern sich die Unternehmen in Höhe der Finanzierungslücke nicht laufend selbst verschulden bzw. durch andere Sektoren nicht  kompensiert wird) der Wirtschaftskreislauf unterbrochen (ex post).

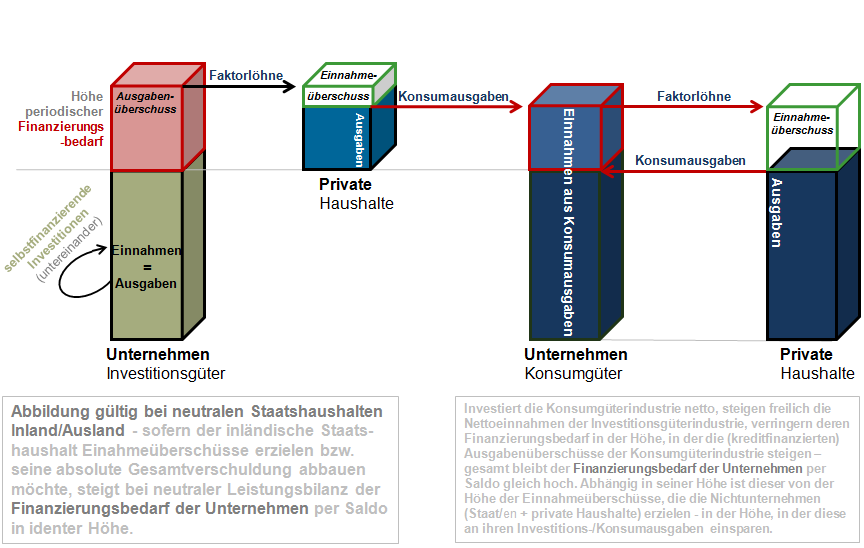
Investitionsgüter-/Konsumgüterindustrie

Investitionen der Unternehmer (Business to Business)
Jede zusätzliche Investition innerhalb des Unternehmenssektors erhöht das Einkommen eines anderen Unternehmers, womit dieser, der Einnahmen aus der Investition des ersten erhält, wiederum Investitionen tätigen kann und ein weiteres Unternehmen daraus Einkommen generieren kann – insofern, wenn die Gesamtheit der Unternehmer, also diese im Ausgabengleichschritt Investitionen tätigen, finanzieren sich deren zusätzliche Investitionen sogar selbst und insofern entstehe den Unternehmen (untereinander) daraus kein Kreditbedarf. Wilhelm Lautenbach formuliert dieses scheinbare Paradoxon auch wie folgt: „Die Nachfrage der Unternehmer ist nicht eine Funktion ihres Einkommens, sondern ihr Einkommen ist eine Funktion ihrer Nachfrage.“
Bilden die Unternehmen vermehrt Rücklagen (Sparen an den Ausgaben), wirkt dies auf die Konjunktur freilich abkühlend und setzt sich weiter fort, wenn weitere Privathaushalte verringerte Einnahmen (in Relation zum gewohnten Niveau) erzielen und selbst beginnen (aufgrund des reduzierten Einnahmeniveaus), sich in ihren Ausgaben einzuschränken.

### Vollständiger Wirtschaftskreislauf (einschließlich Staat)
Der Staat beeinflusst den Wirtschaftskreislauf in mehrfacher Hinsicht. Einerseits nimmt er Steuern und Sozialabgaben von den Wirtschaftssubjekten ein. Sowohl Haushalte als auch Unternehmen zahlen direkte und indirekte Steuern. Andererseits zahlt er Einkommen (Löhne und Transfereinkommen) an die Haushalte und tätigt bei den Unternehmen Käufe (Staatskonsum), wobei er auch die Möglichkeit hat, Subventionen an Unternehmen zu leisten. Hier steht dem Geldstrom keine direkte Gegenleistung in Form eines Güterstroms gegenüber.

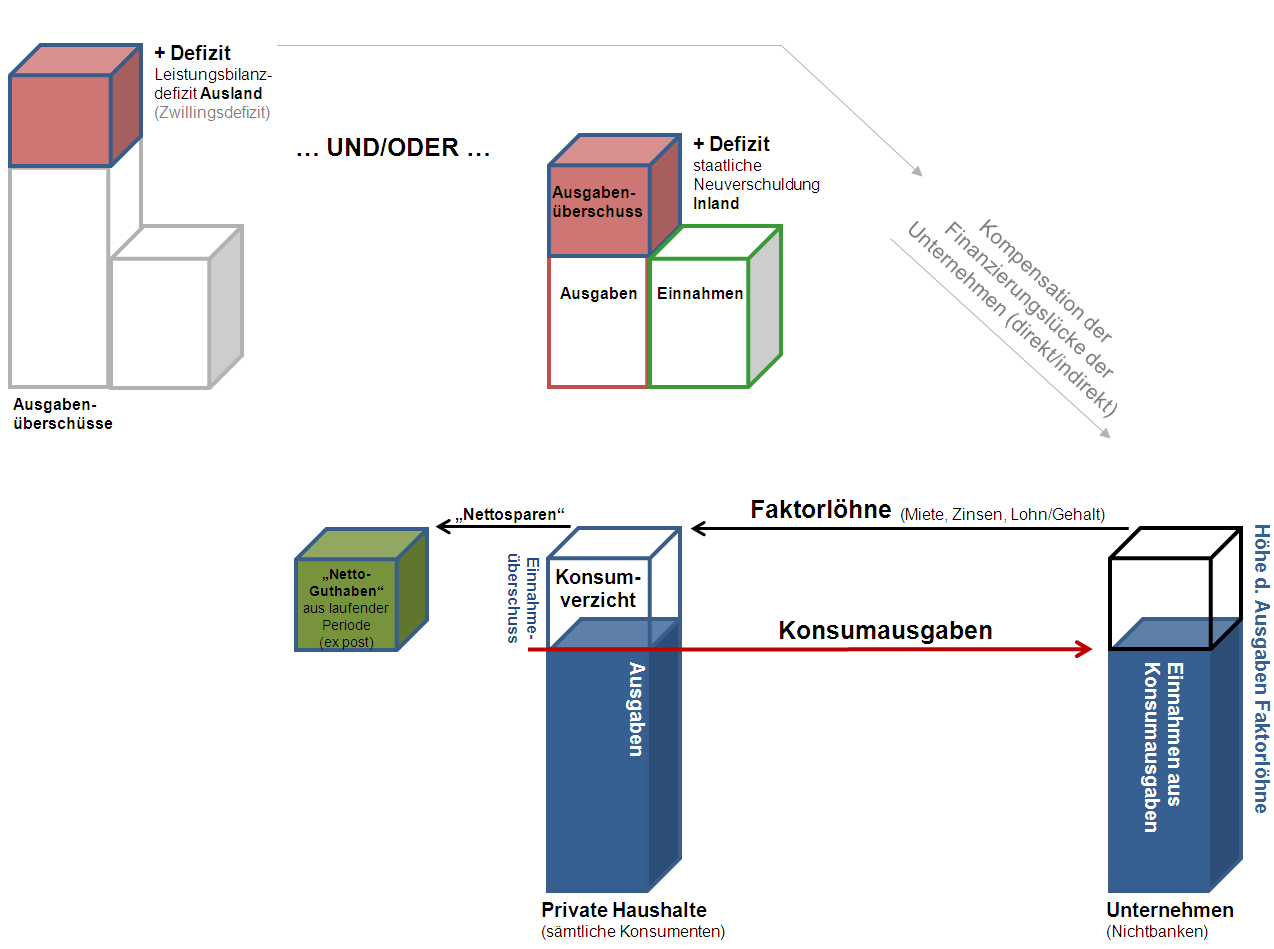
Mögliche Kompensation der Finanzierungslücke der Unternehmen

Die Beziehungen des Staates zu den Kreditinstituten verdeutlichen die Ambivalenz staatlicher Aktivitäten. Weist in einer Volkswirtschaft die Neuverschuldung durch Private in Bezug zu gewohnten Vorperioden eine sinkende Tendenz auf und wird der Ausgabenrückgang nicht durch Entsparen kompensiert, so kann staatliche Schuldenaufnahme (Inland/Ausland) ein Gleichgewicht herstellen.

### Wirtschaftskreislauf einer offenen Volkswirtschaft
Im Wirtschaftskreislauf der offenen Volkswirtschaft wird zu den vorhandenen Sektoren der Sektor Ausland mit hinzugenommen. Er kann jeden Haushaltssektor beeinflussen. Die Haushalte können beispielsweise ausländische Faktoreinkommen erhalten (z. B. Arbeiter ist im Ausland beschäftigt und wohnt im Inland, sein Einkommen fließt also vom Ausland zu den inländischen Haushalten) und umgekehrt können inländische Faktoreinkommen von den Unternehmen ins Ausland fließen (z. B. Gastarbeiter im Inland nehmen ihren Lohn/Gehalt mit ins Ausland). Des Weiteren können Sparleistungen vom Ausland in die inländischen Kapitalsammelstellen fließen (z. B. legt das Ausland Geld im Inland an, um Zinserträge zu bekommen), oder Sparleistungen von den inländischen Haushalten ins Ausland (z. B. versuchen Inländer im Ausland höhere Zinserträge zu erwirtschaften). Der wichtigste Teil in diesem Wirtschaftskreislauf ist der (positive/negative) Außenbeitrag. Dieser ergibt sich aus den beiden Strömen Export und Import. Beispiel: Wenn die Exporte die Importe übertreffen, so entsteht im Inland ein positiver Außenbeitrag, d. h., es fließt zusätzlich Geld vom Ausland ins Inland (Nettoexport). Umgekehrt liegt ein negativer Außenbeitrag vor, wenn die Exporte kleiner als die Importe sind (Leistungsbilanzdefizit). Die Geldmenge im Inland sinkt, da Geld ins Ausland fließt.

## Wirtschaftskreislauf als Subsystem der Umgebung

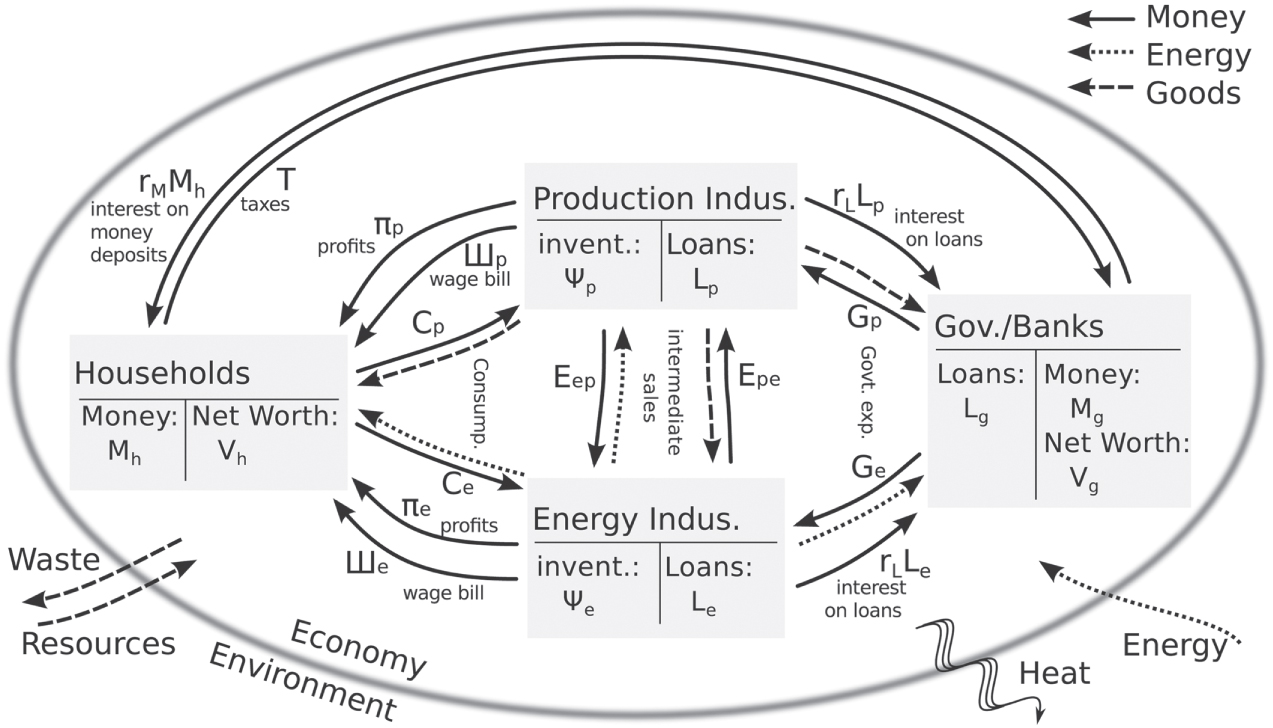
Stock-Flow Consistent Input–Output-Modell

In jüngeren Ansätzen, etwa dem Stock-Flow Consistent Model, werden vermehrt Ressourcen, Abfall, Energie und Erderwärmung in Modelle des Wirtschaftskreislaufs zu integrieren versucht. Beim Stock-Flow Consistent Model werden sämtliche Finanzströme erfasst, so dass jeder Ausgabe eines Wirtschaftssubjekts gleichzeitig die Einnahme eines anderen sein und jede Änderung einer Bestandsgröße (etwa Kapitalstock) gleichzeitig in einer Stromgröße (zusätzliche Investitionsausgaben) wiederzufinden sein muss.

## Wirtschaftliche Aspekte
Die Kreislaufanalyse bildet die Grundlage der volkswirtschaftlichen Gesamtrechnung und damit auch der Makroökonomie. Der Wirtschaftskreislauf ist die Folge zunehmender Arbeitsteilung und in seinem Umfang von deren Entwicklung abhängig. Am Wirtschaftskreislauf sind alle Wirtschaftssubjekte (Unternehmen, Privathaushalte und der Staat) beteiligt. Verändert sich die Anzahl der Wirtschaftssubjekte, so wirkt sich dies auf den Umfang des Wirtschaftskreislaufs aus. Wird das Ausland aus dem Wirtschaftskreislauf ausgeklammert, spricht man von einer geschlossenen Volkswirtschaft, bei dessen Berücksichtigung liegt eine offene Volkswirtschaft vor.
Da in einer modernen Volkswirtschaft Güter gegen Geld getauscht werden, gibt es einen Güterkreislauf und einen ihm entgegen gerichteten Geldkreislauf. Im Güterkreislauf kombinieren Unternehmen Produktionsfaktoren und transformieren diese in Endprodukte; sie zahlen an die Privathaushalte für die Überlassung des Faktors Arbeit die Arbeitskosten (Lohn, Gehalt), die wiederum durch die Güternachfrage von den Haushalten teilweise an die Unternehmen zurückfließen. Der Geldkreislauf ist dem Güterkreislauf entgegengesetzt, weil die Güter auf dem Gütermarkt gegen Geld zum Marktpreis getauscht werden. Deshalb steht jedem Güterstrom in entgegengesetzter Richtung ein Geldstrom gegenüber. Im geschlossenen Wirtschaftskreislauf entspricht daher die Summe der Güterabflüsse der Summe der Geldzuflüsse (Kreislaufaxiom).
Der Begriff des Wirtschaftskreislaufs darf nicht mit der Kreislaufwirtschaft verwechselt werden.